# Список астероїдів, що перетинають орбіту Венери
Венера-кросери — це астероїди, орбіти яких перетинають орбіту Венери. Перигелій орбіти таких астероїдів розташовується всередині орбіти Венери, тобто він менший за афелій Венери (0,718 а. о.), але більше її перигелію (0,728 а. о.).
Станом на 2015 рік відомо 2809 астероїдів, які перетинають орбіту Венери, і 98, які підходять до неї ззовні.
У Венери є квазісупутник 2002 VE68. Цей астероїд перетинає також орбіти Меркурія та Землі. Вважається, що він є «компаньйоном» Венери вже протягом 7000 років і залишить її через 500 років.

## Список астероїдів
У цьому списку наведено два класи астероїдів: які перетинають орбіту Венери або входять до неї ззовні (позначені знаком †), та астероїди, що перетинають не лише орбіту Венери, а й орбіту Меркурія (позначені знаком ‡).
- 1566 Ікар ‡
- 1862 Аполлон
- 1864 Дедал
- 1865 Цербер
- 1981 Мідас
- 2063 Бахус
- 2100 Ра-Шалом
- 2101 Адоніс ‡
- 2201 Ольято (Oljato)
- 2212 Гефест (Hephaistos) ‡
- 2340 Хатхор (Hathor) ‡
- 3200 Фаетон ‡
- 3360 Сірінга
- 3362 Хуфу (Khufu)
- 3554 Амон (Amun)
- 3753 Круїтні
- 3838 Епона (Epona) ‡
- 4034 Вішну
- 4183 Куно (Cuno) †
- 4197 Morpheus
- 4341 Посейдон (Poseidon)
- 4450 Пан
- 4581 Асклепій
- 4769 Касталія
- (4953) 1990 MU
- (5131) 1990 BG
- 5143 Геркулес ‡
- 5381 Сехмет
- (5590) 1990 VA
- (5604) 1992 FE
- (5660) 1974 MA ‡
- (5693) 1993 EA
- 5786 Талос ‡
- (5828) 1991 AM
- (6037) 1988 EG
- 6063 Ясон (Jason)
- 6239 Мінос (Minos)
- (8035) 1992 TB †
- (8176) 1991 WA
- (8507) 1991 CB1
- (9162) 1987 OA
- (9202) 1993 PB
- (10145) 1994 CK1
- (10165) 1995 BL2
- (11500) 1989 UR
- (16816) 1997 UF9
- (16960) 1998 QS52 ‡
- (17182) 1999 VU
- (22753) 1998 WT
- (24443) 2000 OG ‡
- (26379) 1999 HZ1
- (30997) 1995 UO5
- (31662) 1999 HP11 †
- (33342) 1998 WT24 ‡
- (36284) 2000 DM8
- 37655 Ільяпа (Illapa) ‡
- (38086) 1999 JB
- (40267) 1999 GJ4 ‡
- (41429) 2000 GE2
- (52750) 1998 KK17
- (55532) 2001 WG2
- (65679) 1989 UQ
- (65733) 1993 PC
- (65909) 1998 FH12
- (66063) 1998 RO1 ‡
- (66146) 1998 TU3 ‡
- (66253) 1999 GT3 ‡
- 66391 Мошуп ‡
- (66400) 1999 LT7 ‡
- (67381) 2000 OL8
- (68347) 2001 KB67
- (68348) 2001 LO7 ‡
- (68950) 2002 QF15
- 69230 Гермес (Hermes)
- (85182) 1991 AQ
- (85713) 1998 SS49
- (85770) 1998 UP1
- (85953) 1999 FK21 ‡
- (85989) 1999 JD6 ‡
- (85990) 1999 JV6
- (86450) 2000 CK33
- (86667) 2000 FO10 ‡
- (86829) 2000 GR146
- (86878) 2000 HD24
- (87025) 2000 JT66
- (87309) 2000 QP ‡
- (87684) 2000 SY2 ‡
- (88213) 2001 AF2 ‡
- (88254) 2001 FM129 ‡
- (89958) 2002 LY45 ‡
- (90367) 2003 LC5
- 137052 Тьєльвар ‡
- 163693 Атіра
- 2005 HC4